# John Campbell (musicista)
John Steven Campbell (Richmond, 30 settembre 1972) è un bassista statunitense, cofondatore del gruppo Lamb of God.

## Biografia e stile
Si aggrega al gruppo groove metal Lamb of God sin dagli esordi, quando la band si chiamava "Burn The Priest".
Usa un basso Jackson modificato, in partenza con tre corde escludendo la corda in SOL più alta, al contrario di molti altri musicisti metal che usano bassi semplici a 4/5 corde, e sperimentando un certo tipo di accordatura. In passato, Campbell ha adoperato anche bassi Warwick. Il suo stile ha radici nel thrash metal anni '80, con forti influenze death metal e punk rock (infatti ha definito il suo gruppo, i Lamb of God, come una punk band che suona metal). Spesso usa effetti e pedali di profondità del suono nelle composizioni, e il suo modo di suonare ha impresso importanti canoni nel moderno groove metal e nel metalcore per il suo modo groove e tecnico di suonare, con frequenti breakdown, scale e tempi dispari. È diplomato alla Fishburne Military School di Waynesboro, Virginia, ed è vegetariano come il suo ex collega, il batterista Chris Adler.

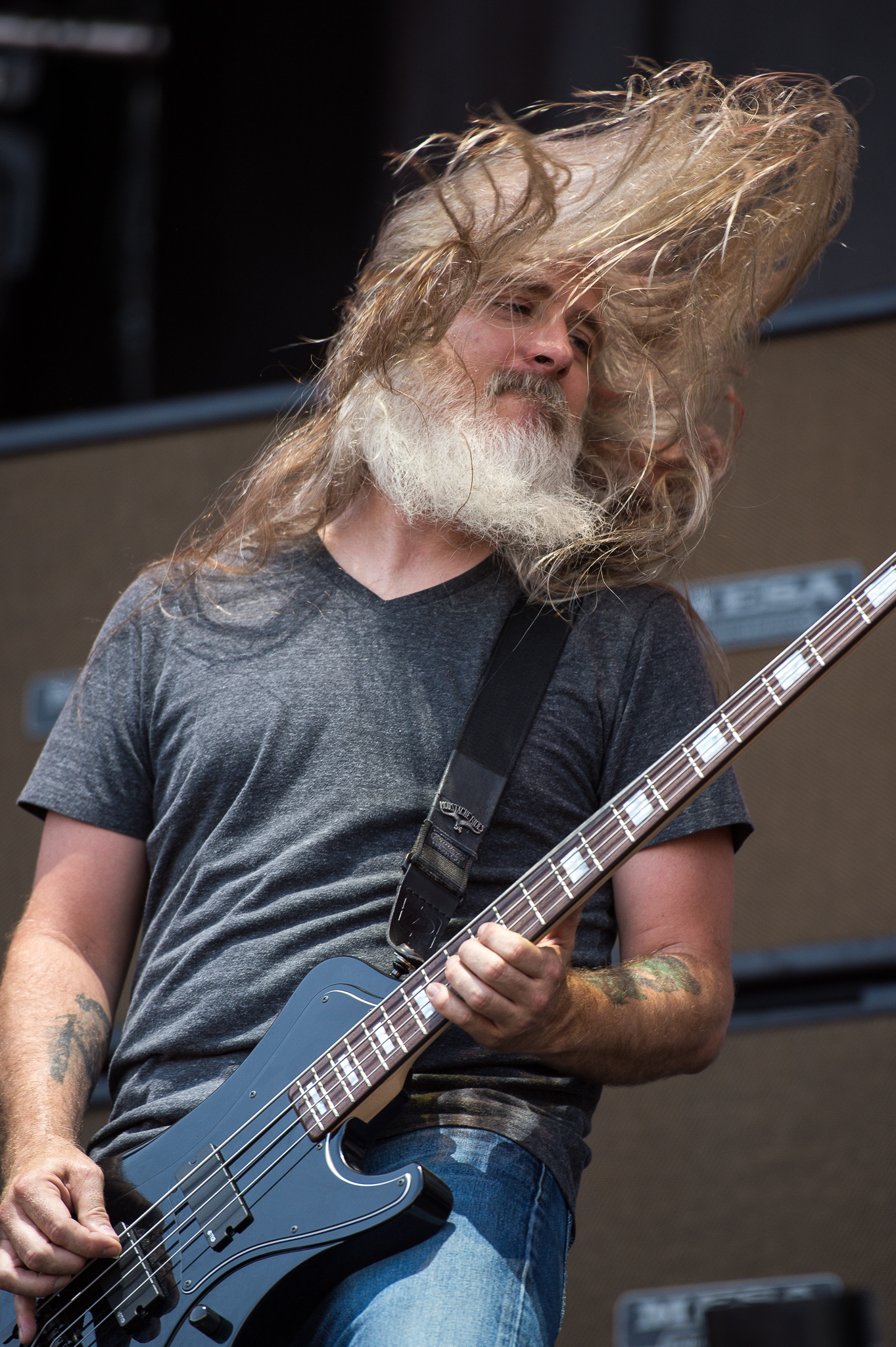
Campbell nel 2015

## Equipaggiamento
- Jackson USA Custom Concert Bass
- Jackson John Campbell Signature Bass
- EMG Pick-ups
- Badass III Bridge
- DR ddt 45 to 105 bass strings
- Mesa/Boogie 400+ amplifier
- Mesa RoadReady and Powerhouse 8x10 cabs
- Samson wireless system
- Dunlop DC Power Brick
- Dunlop Straps
- Boss TU-3 Chromatic Tuner
- Tech 21 Sans Amp Bass Driver DI
- EBS Compressor Pedal
- Intune Guitar Picks 1.14mm

## Discografia (con i Lamb of God)
- 1998 - Burn the Priest
- 2000 - New American Gospel
- 2003 - As the Palaces Burn
- 2004 - Ashes of the Wake
- 2006 - Sacrament
- 2009 - Wrath
- 2012 - Resolution
- 2015 - VII: Sturm und Drang